# Synthyris
Synthyris este un gen de plante din familia Scrophulariaceae, ce cuprinde circa 13 specii, printre care:
- Synthyris alpina
- Synthyris borealis
- Synthyris bullii
- Synthyris canbyi
- Synthyris cordata